# Callitrichia
Genre
Synonymes
- Toschia Caporiacco, 1949
- Ophrynia Jocqué, 1981

Callitrichia est un genre d'araignées aranéomorphes de la famille des Linyphiidae.

## Distribution
Les espèces de ce genre se rencontrent en Afrique et en Asie.

## Liste des espèces
Selon World Spider Catalog (version 24.5, 26/09/2023) :
- Callitrichia aberdarensis (Holm, 1962)
- Callitrichia afromontana Scharff, 1990
- Callitrichia aliena Holm, 1962
- Callitrichia asela Tanasevitch, 2023
- Callitrichia cacuminata Holm, 1962
- Callitrichia casta (Jocqué & Scharff, 1986)
- Callitrichia celans (Gao, Xing & Zhu, 1996)
- Callitrichia concolor (Caporiacco, 1949)
- Callitrichia convector (Tanasevitch, 2014)
- Callitrichia crinigera Scharff, 1990
- Callitrichia cypericola (Jocqué, 1981)
- Callitrichia galeata (Jocqué & Scharff, 1986)
- Callitrichia glabriceps Holm, 1962
- Callitrichia gloriosa (Jocqué, 1984)
- Callitrichia hamifera Fage, 1936
- Callitrichia hirsuta Lin, Lopardo & Uhl, 2022
- Callitrichia holmi (Wunderlich, 1978)
- Callitrichia inacuminata Bosmans, 1977
- Callitrichia incerta Miller, 1970
- Callitrichia infecta (Jocqué & Scharff, 1986)
- Callitrichia insulana (Scharff, 1990)
- Callitrichia juguma (Scharff, 1990)
- Callitrichia kenyae Fage, 1936
- Callitrichia latitibialis (Bosmans, 1988)
- Callitrichia legrandi (Jocqué, 1985)
- Callitrichia longiducta (Bosmans, 1988)
- Callitrichia macrophthalma (Locket & Russell-Smith, 1980)
- Callitrichia marakweti Fage, 1936
- Callitrichia meruensis Holm, 1962
- Callitrichia minuta (Jocqué, 1984)
- Callitrichia mira (Jocqué & Scharff, 1986)
- Callitrichia monoceros (Miller, 1970)
- Callitrichia monticola (Tullgren, 1910)
- Callitrichia muscicola (Bosmans, 1988)
- Callitrichia obtusifrons Miller, 1970
- Callitrichia paludicola Holm, 1962
- Callitrichia paralegrandi (Tanasevitch, 2016)
- Callitrichia perspicua (Scharff, 1990)
- Callitrichia picta (Caporiacco, 1949)
- Callitrichia pileata (Jocqué & Scharff, 1986)
- Callitrichia pilosa (Wunderlich, 1978)
- Callitrichia protegularis Tanasevitch, 2023
- Callitrichia revelatrix (Jocqué & Scharff, 1986)
- Callitrichia rostrata (Jocqué & Scharff, 1986)
- Callitrichia ruwenzoriensis Holm, 1962
- Callitrichia sellafrontis Scharff, 1990
- Callitrichia silvatica Holm, 1962
- Callitrichia summicola (Jocqué & Scharff, 1986)
- Callitrichia superciliosa (Jocqué, 1981)
- Callitrichia taeniata Holm, 1968
- Callitrichia telekii (Holm, 1962)
- Callitrichia trituberculata (Bosmans, 1988)
- Callitrichia truncatula (Scharff, 1990)
- Callitrichia turrita Holm, 1962
- Callitrichia uncata (Jocqué & Scharff, 1986)
- Callitrichia usitata (Jocqué & Scharff, 1986)
- Callitrichia virgo (Jocqué & Scharff, 1986)

Selon World Spider Catalog (version 23.5, 2023) :
- † Callitrichia fossilis (Wunderlich, 2004)

## Systématique et taxinomie
Ce genre a été décrit par Fage en 1936.
Toschia et Ophrynia ont été placés en synonymie par Lin, Lopardo et Uhl en 2022.

## Publication originale
- Fage & Simon, 1936 : « Arachnida. III. Pedipalpi, Scorpiones, Solifuga et Araneae (1re partie). Mission scientifique de l'Omo ». Mémoires du Musée d'Histoire Naturelle, Paris, vol. 4, p. 293-340.